# ジェイソン・アルファロ
ジェイソン・アルファロ (Jason Alfaro 、1977年11月29日 - ) は、アメリカ合衆国のテキサス州出身で、MLBのヒューストン・アストロズに所属していたプロ野球選手 (遊撃手) である。

## 経歴・人物
1997年
6月3日にアストロズからドラフト22巡目で指名を受け、6月30日に契約を結んだ。この年は、マイナーリーグベースボール・ルーキー級のガルフ・コーストリーグ (GCL) のGCL・アストロズに配属され、ショートやセカンドを中心に34試合に出場した。打撃成績は、打率.265・2本塁打・13打点・6盗塁というものだった。また、投手としても4試合でマウンドに登り、防御率1.50・1勝 (無敗) を挙げた。
1998年
引き続き、GCLのアストロズでプレイした。同年は47試合に出場したが、打率.242・1本塁打・18打点という成績に終わり、前年よりも低調だった。盗塁も、前年は無失敗だったにもかかわらず、同年は5盗塁・5盗塁死に終わった。攻・走と同様に守備も低調で、遊撃守備に46試合で就いたが、15失策を犯し、守備率は.921という低率だった。
1999年
この年はランクを1つ上げ、A級のミッドウェスト・リーグのミシガン・バトルキャッツに在籍。ショートのレギュラーとして118試合に出場し、打率.271・5本塁打・50打点・5盗塁という成績を残した。打率はプロ入り以来、最高の数値だった。守備面では、ショートで守備率.954 (21失策) という成績を記録したほか、サードの守りに就く機会もあった。
2000年
前年から更にランクを上げ、A+級のフロリダ・ステートリーグでキシミー・コブラスに所属した。2年連続100試合超えとなる117試合に出場し、プロ自己最多となる7本塁打を放った。一方で走塁面では、盗塁の成功 (2盗塁) 及び失敗 (6盗塁死) がいずれも自己ワーストの数値だった。守備成績も芳しくなく、自己最多の28失策を犯してしまった。
2001年
2000年の成績は優れなかったが、この年もランクを上げた。AA級のテキサスリーグに昇格し、ラウンドロック・エクスプレスに所属した。同年はポジションが頻繁に変わり、過去に守った経験がある内野の3ポジション (セカンド・ショート・サード) 以外にレフト及びライトの守備にも就いた。また、プロ1年目 (1997年) 以来となる投手も経験した (1試合で防御率36.00) 。最終的には87試合の出場で、打率.243・2本塁打・29打点・2盗塁という成績だった。
2002年
前年に引き続き、エクスプレスでプレイした。この年も様々なポジションを経験したが、サードを守る機会 (113試合) が一番多かった。シーズン全体では124試合に出場し、打率.314・16本塁打・74打点・11盗塁・OPS.901という好成績をマーク。打撃面で開眼し、特に本塁打はヘンリー・スタンリーと並び、チーム最多だった。
2003年
3年連続で、エクスプレスで開幕を迎えたが、22試合で打率.148・9打点と不振に苦しんだ。しかし、途中でAAA級のパシフィックコーストリーグに所属するチーム・ニューオーリンズ・ゼファーズに昇格した。ゼファーズ昇格後は、前年ほどの打棒ではなかったものの、105試合の出場で打率.296・9本塁打・49打点という打撃成績を記録し、打率.300近い数値をキープした。エクスプレスとゼファーズの2チーム通算成績は、打率.269・9本塁打・58打点だった。守備面では、エクスプレスではサードが殆どだったが、ゼファーズではショートで44試合、サードで47試合の守備に就いた。守備率は、ショートの方が高かった (ショート:.961、サード:.947) 。同年10月15日、FAとなるが、11月10日にアストロズと再契約を結んだ。
2004年
2004年9月9日の対ピッツバーグ・パイレーツ戦で、長い下積み生活を経て遂にメジャーデビューを果たした。この試合では途中から9番に入り、待望のメジャー初ヒットを放った。最終的にはアストロズで7試合に出場したが、後にも先にも2004年が唯一のメジャーイヤーであった。
マイナーリーグ (ゼファーズ) では126試合に出場しており、打率.325・13本塁打・67打点と、2002年の打撃が蘇っていた。だが、守備位置は相変わらず固定されないままで、内外野の多くのポジションを守った。同年オフの10月15日、再びFAとなったが、約1ヵ月後の11月17日にトロント・ブルージェイズと契約を結んだ。
2005年
ブルージェイズ加入初年となる2005年は、AAA級インターナショナルリーグのシラキュース・スカイチーフスで通年を過ごした。打撃面では、マイナーで2年連続2ケタ本塁打となる10本塁打を放ったが、打率は.245と著しく低下してしまった。この年、自身3度目となるピッチャーマウンドを経験した。同年オフ、3年連続で10月15日にFAとなり、11月9日にメジャーデビュー戦の対戦相手だったパイレーツと契約した。
2006年
この年、パイレーツ傘下のインディアナポリス・インディアンズ (インターナショナル・リーグのAAA級) でプレイしていたが、6月6日に解雇された。解雇されるまでの成績は、27試合の出場で打率.198・3本塁打・8打点だった。
解雇翌日の6月7日に、すぐさまクリーブランド・インディアンスと契約を結んだ。インディアンス傘下ではバッファロー・バイソンズ (AAA級) に所属し、74試合で8本塁打を放った。2チーム通算では11本塁打を放ち、マイナーで3年連続2ケタ本塁打をマークした。同年10月15日、FAに。
2007年
この年、初めて所属球団が決まらないまま越年したが、2007年2月22日にニューヨーク・メッツと契約を結んだ。メッツ傘下では、パシフィックコーストリーグのゼファーズ (当時、アストロズからメッツに移っていた) に3年ぶりに復帰。99試合の出場ながら打率.283・13本塁打・51打点を記録したが、10月19日にFAとなると以後、契約してくれる球団は現れず、メジャーリーグ選手としてのキャリアを終えた。

## 詳細情報

### 年度別打撃成績
| 年 度    | 球 団    | 試 合 | 打 席 | 打 数 | 得 点 | 安 打 | 二 塁 打 | 三 塁 打 | 本 塁 打 | 塁 打 | 打 点 | 盗 塁 | 盗 塁 死 | 犠 打 | 犠 飛 | 四 球 | 敬 遠 | 死 球 | 三 振 | 併 殺 打 | 打 率 | 出 塁 率 | 長 打 率 | O P S |
| -------- | -------- | ----- | ----- | ----- | ----- | ----- | -------- | -------- | -------- | ----- | ----- | ----- | -------- | ----- | ----- | ----- | ----- | ----- | ----- | -------- | ----- | -------- | -------- | ----- |
| 2004     | HOU      | 7     | 12    | 11    | 1     | 2     | 0        | 0        | 0        | 2     | 0     | 0     | 0        | 1     | 0     | 0     | 0     | 0     | 5     | 1        | .182  | .182     | .182     | .364  |
| MLB：1年 | MLB：1年 | 7     | 12    | 11    | 1     | 2     | 0        | 0        | 0        | 2     | 0     | 0     | 0        | 1     | 0     | 0     | 0     | 0     | 5     | 1        | .182  | .182     | .182     | .364  |

### 背番号
- 29 (2004)